# غوتاما بوذا
سيدهارثا غوتاما (بالسنسكريتي सिद्धार्थ गौतम، (19 مايو 563 ق.م - 19 مايو 483 ق.م) ويُشار إليه في الغالب باسم بُوذَا أي المستنير، كان زاهدًا متجولًا ومعلمًا دينيًا عاش في جنوب آسيا خلال القرن السادس أو الخامس قبل الميلاد وأسس البوذية.
وفقًا للتقاليد البوذية، وُلِد في لومبيني، فيما يعرف الآن بنيبال، لأبوين ملكيين من عشيرة شاكيا، كان يعيش كما يعيش أبناء السادة والملوك في نعيم عظيم. توفيت أمه مايا وهو في السابعة من عمره، فربته عمته وتزوج صغيراً ولما بلغ السادسة والعشرين هجر زوجته وتخلى عن حياته المنزلية إلى الزهد والتقشف والتأمل في الكون ليعيش زاهدًا متجولًا. بعد أن عاش حياة التسول والزهد والتأمل، وصل إلى التنوير في بود جايا فيما يعرف الآن بالهند. بعد ذلك تجول بوذا عبر سهل الغانج الهندي السفلي، وقام بتعليم وبناء نظام رهباني. قام بتدريس طريقة وسط بين التساهل الحسي والزهد الشديد، مما أدى إلى النيرفانا، أي التحرر من الجهل، والمعاناة، والشغف، والولادة من جديد. تم تلخيص تعاليمه في الطريق الثماني النبيل، وهو تدريب للعقل يتضمن تدريبًا أخلاقيًا وممارسات تأملية مثل ضبط النفس، واللطف تجاه الآخرين، واليقظة، والتأمل المناسب، وعاش بوذا لمدة ست سنوات بلا مأوى وتوفي وهو في الثمانين من عمره. تم تكريم بوذا منذ ذلك الحين من قبل العديد من الأديان والمجتمعات في جميع أنحاء آسيا وعلي رأسها الديانة البوذية. والجدير بالذكر أن بعض المؤرخين يزعم أن بوذا شخصية خرافية لا وجود لها، وذلك لكثرة الأساطير والخرافات التي نسجها البوذيون حول شخصيته، ويعتقد البوذيون أنه كان هناك على الأقل ستة أشخاص يسمون بوذا قبل غوتاما، بل يزعمون أن هناك بوذا آخر اسمه مايتريا سيظهر في المستقبل، وتقول الأسطورة أن روح بوذا خالدة خلود الدهر، وهي تتمثل في الزعيم الروحي للبوذيين الدلاي لاما وعندما يموت فإنه يموت جسديًا ولكن روحه أو روح بوذا تنتقل لأحد المواليد الجدد من المتبعين للبوذية ليصبح بعد ذلك هو الدلاي لاما الجديد وهكذا إلى ما لا نهاية. وقد أعطاه مايكل هارت الترتيب الرابع في كتابه الخالدون المائة.

## سيرته

### طفولته

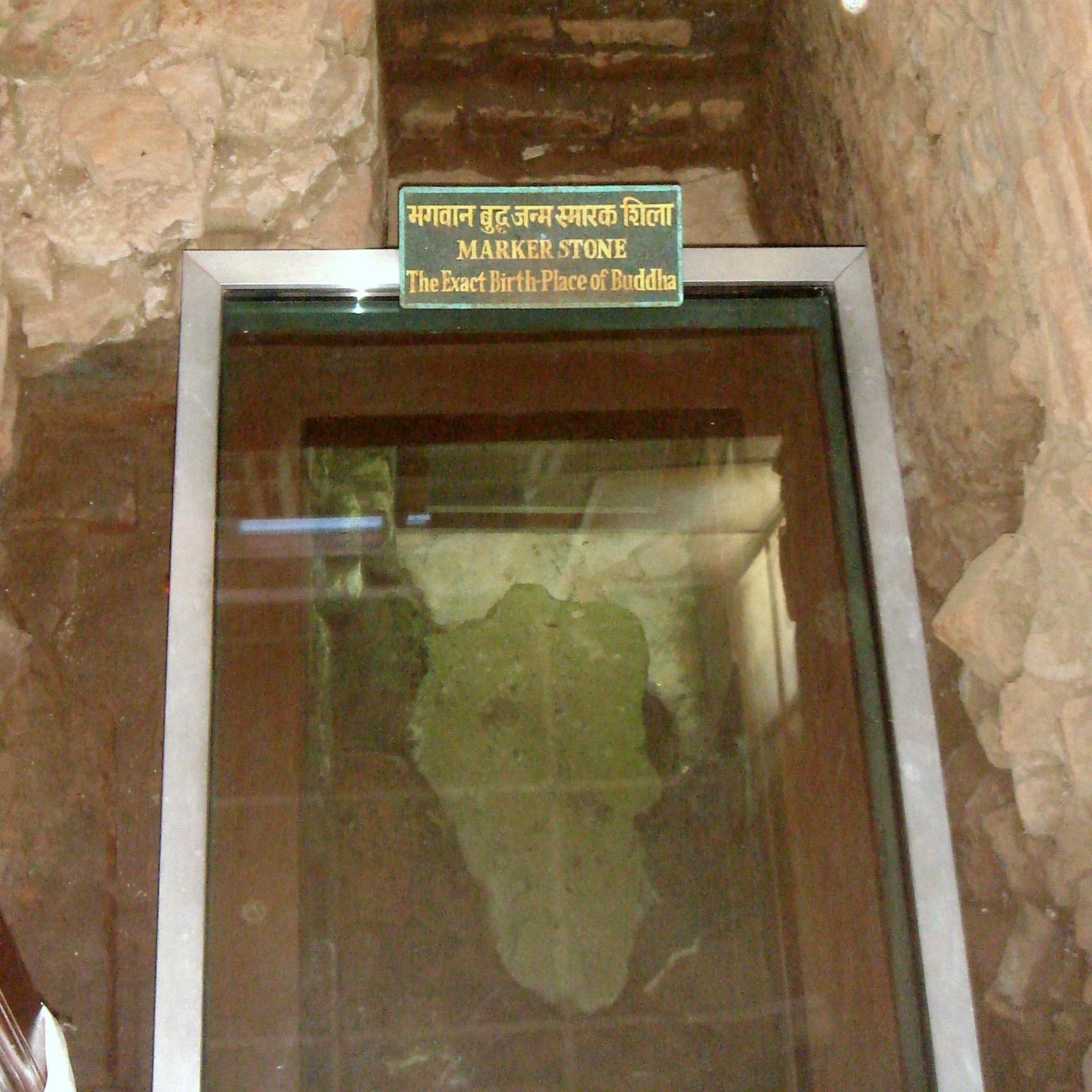
مسقط رأس بوذا، لومبيني، نيبال

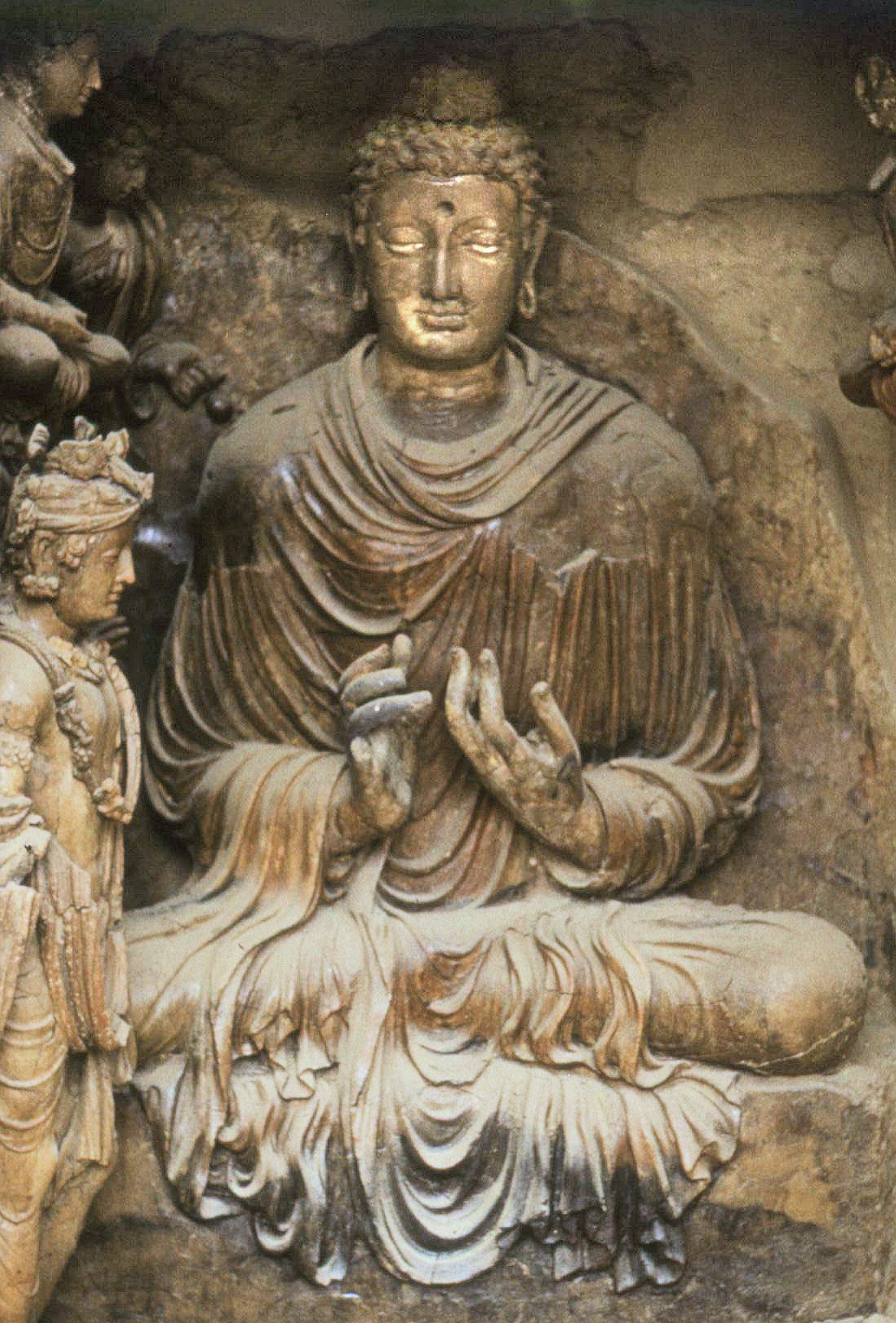
دير رهبان بوذي في أفغانستان يعود للقرن الثاني الميلادي يُدعي "تابا شوتور".

ولد سندهارتا عام 563 ق م واسمه يعني كل أمانيك مجابة، ووالد بوذا والذي يدعى سدهودانا كان زعيم قبيلة شاكيا وكان يحكم مملكته من قصره على سفوح الهيمالايا، وأما أمه فاسمها مايا وقد توفيت بعد أيام من ولادته، وهذا الحدث يعتبر من أهم العوامل التي جعلته ينظر إلى الحياة نظرة تشاؤم وحزن، وبعد وفاتها قامت خالته برعايته وحينها استدعت العائلة الكهنة البرهميين حيث تنبأ عراف القصر بمستقبل الأمير الصغير، ويحكى أنه لاحظ وجود علامات العظمة على جسد الصبي سندهارتا ومنها علامة العجلة الدائرية على قدمه، ويقال أن بوذا ولد بعلامات معينة على جسده عددها 32 علامة وهذه العلامات تظهر على صنفين أحدهم إما سيصبح حكيم أو إمبراطور عالمي.
لقد كان والده تواقًا إلى الفكرة التي تقول أنه سيصبح قائدًا سياسيًا عظيمًا، ولذا فقط دلل ابنه حتى لا يجعله يفكر بالأشياء التي قد تجعله يسلك الاتجاه الديني، وعندما بدأ يكبر كان والده سعيد برؤية ابنه متميز في الألعاب الملكية كالمبارزة والمصارعة ورمي القوس، ولكنه في نفس الوقت لاحظ أن سندهارتا كان فضوليًا وعميق التفكير حيث بدا مهتمًا أكثر لمحاولة فهم الكون من حوله أكثر من اهتمامه بالأمور العسكرية والتي كانت تمثل للملك أهمية كبيرة.
عندما بلغ التاسعة من عمره سمح له والده بالخروج من قصره للاحتفال بعيد الزراعة السنوي، وقد أتاح له ذلك فرصة مشاهدة كفاح وجهد الفلاحين في العمل والذي لم يشاهده في القصر وعند ذلك بدات التساؤلات في عقله؛ لماذا يجب على المخلوقات أن تعاني بهذه الصورة؟ وهذا أصبح أحد أركان ديانته والتي تسمى بالكارما.

### زواجه

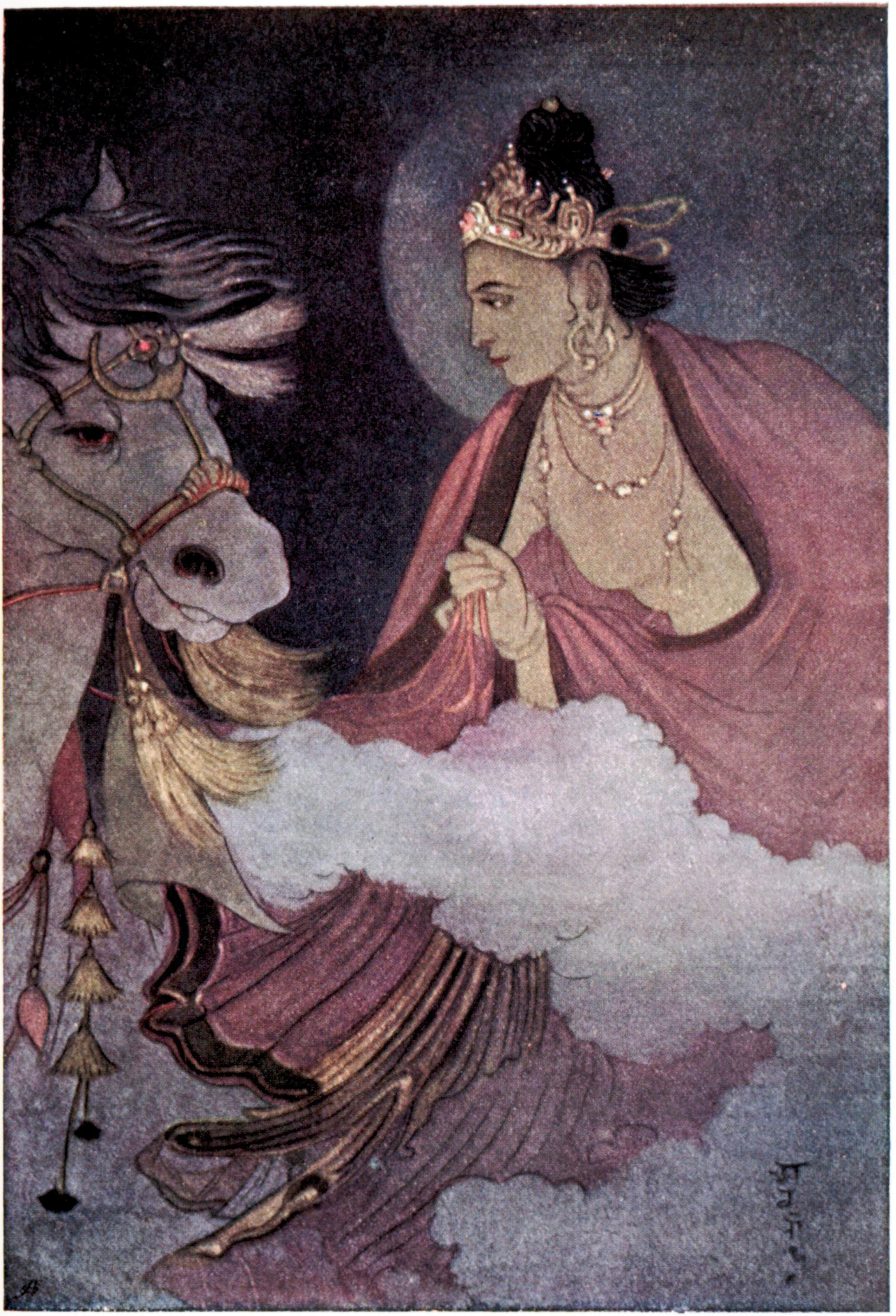
الأميرة ياسوهارا

لقد كانت تعاليم الديانة البرهمية السائدة بأن الأبناء يجب أن يسيروا على خطى آبائهم وقد حرص والده على توفير جو من المرح مليء بالموسيقى والحسناوات لإبعاده عن النبوءة التي قالت أنه سيصبح رجلًا حكيمًا وليس قائد عسكري كوالده، وعندما بلغ السادسة عشرة من عمره قام بتزويجه بعروس جميلة هي الأميرة ياسوهارا وكان حينها لا بد من منافستها حتى ينال يدها حيث ابتهج والده ببراعته في المنافسات، وباداكاتشاناهي معروفة في الأدب السانسكريتي باسم ياشودارا، وأنجبا ولدًا واحدًا اسمه راهولا.

### رحلته إلى المعرفة
لقد كان غوتاما أميرًا في ولاية تقع في شمال شرق الهند على حدود التبت، وعندما بلغ السادسة عشر أعطي ثلاث قصور في ثلاث مناطق مختلفة، قصر لكل فصل من فصول السنة، لكنه آثر الشاب سذهاتا حياة العزلة والتقشف وبعد سنوات من التقشف العنيف والقاسي رأى سذهاتا أن الزهد وسيلة غير مناسبة لانتزاع الآلام، ثم انطلق بوذا يبشر بما توصل إليه من آراء حول الألم وأسبابه ويجوب الهند داعيًا إليها، واستجاب له الكثير من نساك الهندوس وصاروا له أتباعًا ورسلًا، واستمر في دعوته حتى مات عام 480 ق م، وقد بلغ من العمر ثمانين سنة، فقام أتباعه بإحراق جسده، وأرسلوا رماده إلى ثمانية مواطن كانت قد انتشرت فيها البوذية ورسلها وقيل لغوتاما هل أنت إله أو ملاكًا قال: لا وقالوا إذا أنت قديس قال: لا قالوا: إذا من أنت؛ أجاب غوتاما أنا المستنير المستيقظ.

### إيقاظ

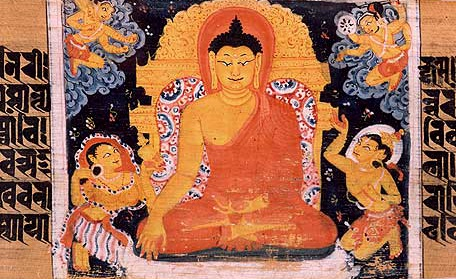
بوذا جالسًا خلال التأمل، وتحيط به الشياطين في مارا؛ مخطوطة السنسكريتية؛ نالاندا، بيهار، الهند؛ فترة بالا

وفقا للنصوص البوذية ففي وقت مبكر، وبعد أن أدرك بوذا أن التأمل هو الطريق الصحيح للصحوة، اكتشف ما يعرف بمسار الطريق الوسطى والاعتدال بعيدًا عن التطرف في الانغماس الذاتي وإهانة المصير. وفي حادثة شهيرة، وبعد أن أصبح جائعًا وضعيفًا، يقال أنه قد قبل الحليب والأرز والحلوى من فتاة في القرية اسمها سوجاتا. وبعد هذه الحادثة، كان بوذا يجلس تحت شجرة التين الهندي الشهيرة، والذي يعرف الآن باسم شجرة بودي في بود جايا، الهند، عندها تعهد ألا تنشأ حتى يجد الحقيقة، كاندينيا وأربعة من رفاقه الآخرين، ذهبوا إلى الاعتقاد بأنه قد تخلى عن بحثه وأصبح غير منضبطًا، ثم غادر. ولكن بعد 49 يوما في سمعته الطيبة والتأمل، في سن ال 35، يقال أنه قد بلغ التنوير. وفقا لبعض تقاليدهم، وهذا حدث في حوالي الشهر القمري الخامس، بينما وفقا للآخرين، كان ذلك في الشهر الثاني عشر. ومنذ ذلك الوقت، غوتاما كان معروفًا لدى أتباعه باسم بوذا أو «أيقظ شخص» («بوذا» هو أيضا يترجم أحيانا باسم «الشخص المستنير»).

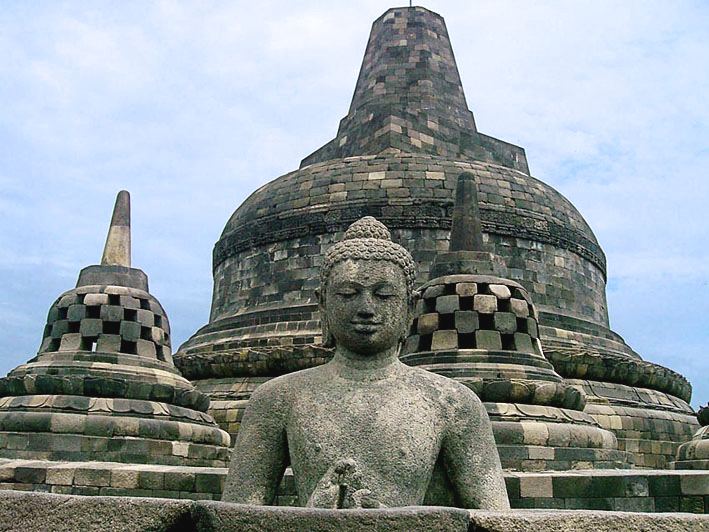
بوذا في ستوبا المكشوفة في بوروبودور ماندالا، جاوة الوسطى، إندونيسيا، يعود لعام 825م.

وفقا للبوذية، أدرك بوذا البصيرة كاملة في سبب المعاناة، والخطوات اللازمة للقضاء عليها. وأصبحت هذه الاكتشافات المعروفة باسم "الحقائق النبيلة الأربع"، وهي من صميم التعاليم البوذية. من خلال التمكن من هذه الحقائق يشعر الإنسان بحالة من التحرر العليا أو السكينة، ويعتقد أنه من الممكن لأي كائن أن يصل إليها. ووصف بوذا السكينة والسلام والكمال في العقل أن هذا مجانًا من الجهل والجشع والكراهية وأشياء أخرى مؤلمة، أو «أدران» (kilesas). ويُعبّر عن السكينة أيضًا باسم «نهاية العالم»، حيث لا يوجد هوية للشخصية أو حدود للعقل. في مثل هذه الحالة، يقال بجريان امتلاك عشر خصائص، للذين ينتمون إلى كل بوذا.
وفقا لقصة في آياكانا سوتا (سمياتا نيكايا) وهو الكتاب المقدس الذي وجد في البالية وشرائع أخرى - مباشرة بعد الاستيقاظ به، ناقش بوذا ما إذا كان ينبغي تعليم دارما للآخرين. وأعرب عن قلقه بأن البشر كانوا بحيث أطبقت عليهم الجاهلية والجشع والكراهية التي لا يمكن أبدا أن تعترف بالمسار، والتي هي خفية وعميقة ويصعب استيعابها. ومع ذلك، في القصة، اقتنع منه براهما سيهمباتي به، وأقنعه أن البعض سيتفهموا ذلك. بوذا أذعن له، واتفقا على التدريس.

### تشكيل سانغا

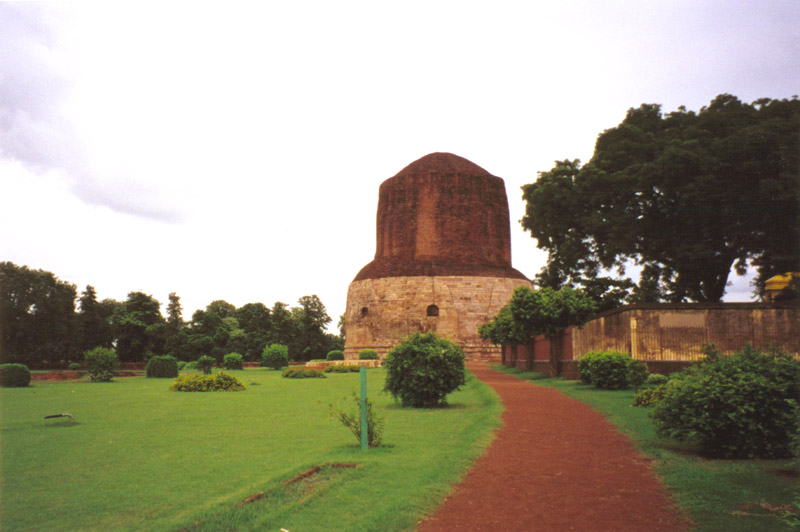
ستوبا في سارناث، الهند، موقع التدريس الأول لبوذا الذي كان يدرس الحقائق النبيلة الأربع إلى تلاميذه الخمسة الاوليين

بعد صحوته، التقى بوذا اثنين من التجار، واسمهما تاباسا وبهاليكا، اللذان أصبحا من أوائل تلاميذه. ولقد زار بوذا لاحقا أسيتا، ومعلميه السابقين، الارا وأداكا رامباتا، لشرح النتائج التي توصل إليها، لكنهما قد ماتا بالفعل.
ثم سافر إلى دير بارك بالقرب من فاراناسي (بيناريس) في شمال الهند، حيث أطلق ما يسميه البوذيون عجلة دارما من خلال تقديمه خطبته الأولى إلى خمسة من رفاقه الذين كانوا قد سعوا إلى التنوير. ومعه، شكلوا سانغا الأول: صحبة الرهبان البوذيين.
كل الخمسة أصبحوا رهبانا، وخلال الشهرين الأولى، مع تحويل ياسا واربعة وخمسين من أصدقائه، ويقال أن عدد هذه الرهبان قد نما إلى 60. وجاء تحويل ثلاثة أشقاء يدعون كاسابا، يلحقونهم رفاقهم ذوو السمعة الطيبة ونمو إلى 200 و300 و500 تلميذ، على التوالي. ووصل هذا التضخم في سانغا لأكثر من 1000.

### رحلاته والتعليم

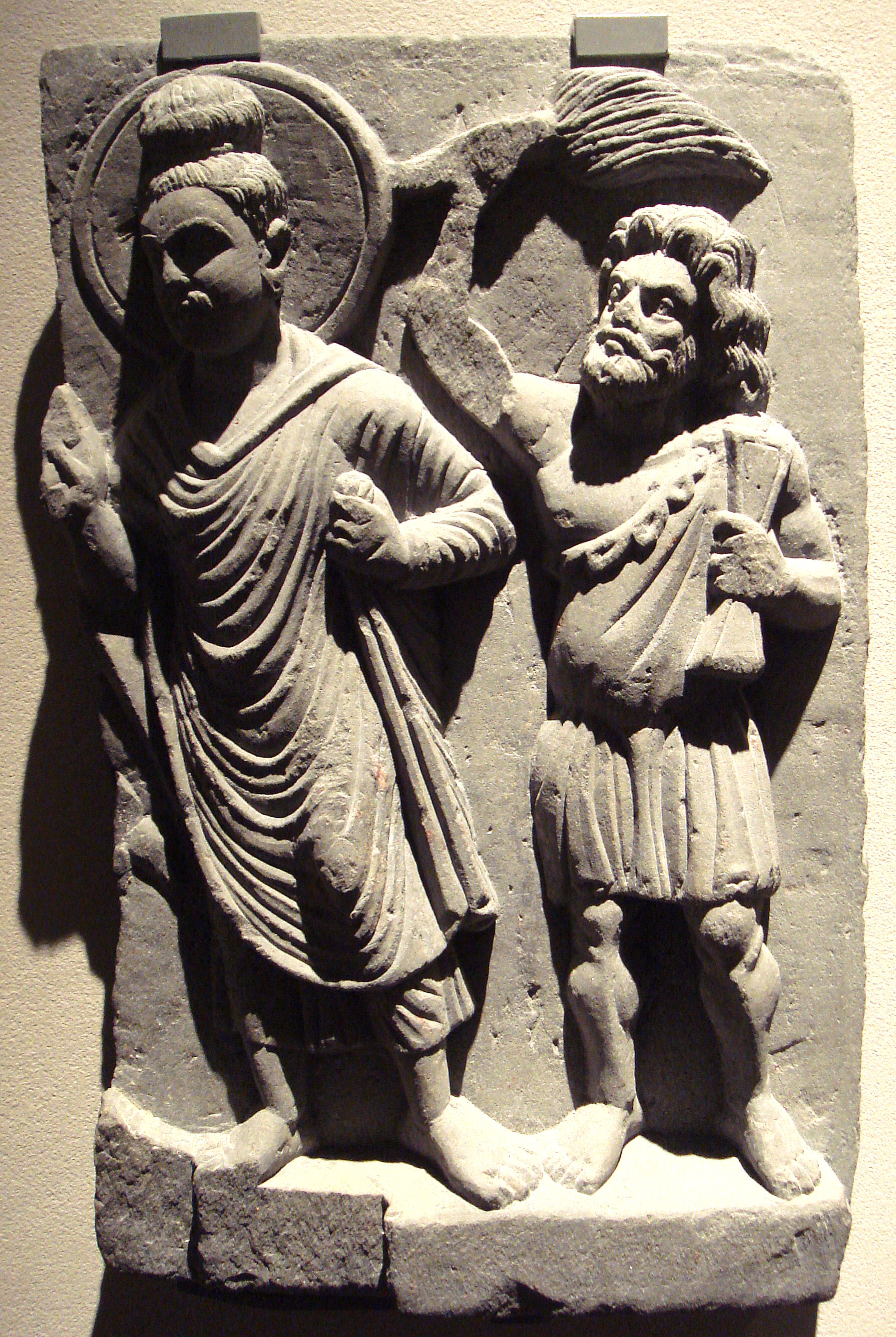
بوذا مع صاحبه وحاميه فاجراباني، غانذارا، متحف الفنون

في ال 45 عاما المتبقية من حياته، يقال أن بوذا قد سافر فيها في سهل نهر الجانج، في ما يعرف الآن ولاية اوتار براديش وبيهار وجنوب نيبال، وتعليم مجموعة متنوعة من الناس: من النبلاء إلى كانسي الشوارع والقتلة، وأكلة لحوم البشر مثل الافاكا. منذ البداية، كانت البوذية مفتوحة على قدم المساواة لجميع الأجناس والأعراق والطبقات، وليس لديه بنية الطبقات، حيث كانت السيادة بالنسبة لمعظم الهندوس في الغرفة ثم المجتمع. على الرغم من أن لغة بوذا ما زالت مجهولة، فمن المحتمل أن يدرس في واحدة أو أكثر من مجموعة متنوعة من اللهجات وثيقة الصلة ب الهندو آرية الوسطى، ويمكن أن يكون منها توحيد البالية.
سافر سانغا من خلال شبه القارة، يشرح الدارما. واستمر هذا طوال السنة، ما عدا خلال الأشهر الأربعة موسم الأمطار بقي في فاراناسي عندما نادرا ما يسافر الزاهدون من جميع الأديان. وكان أحد الأسباب التي كان من الصعب لتنفيذ ذلك دون التسبب في ضرر لحياة الحيوان. في هذا الوقت من السنة، فإن سانغا تراجع إلى الأديرة، الحدائق العامة أو الغابات، حيث يأتي الناس لهم.

### محاولات اغتيال
وفقا للأساطير الملونة، وحتى خلال حياة بوذا سانغا كان لا يخلو من المعارضة والشقاق. على سبيل المثال، ديفاداتا، وهو ابن عم غوتاما الذي أصبح راهبا ولكن ليس اراهانت، حاول أكثر من مرة قتله.
في البداية، ويزعم ديفاداتا إلى وكثيرا ما حاولت تقويض بوذا. في حالة واحدة، وفقا لقصص، ديفاداتا حتى طلب من بوذا على الوقوف جانبا والسماح له قيادة سانغا. عندما فشل بهذا، فهو متهم من وجود ثلاث مرات حاول قتل أستاذه. ويقال أن أول محاولة تنطوي على التعاقد مع مجموعة من الرماة. ولكن، لدى لقائهم بوذا، ألقوا الأقواس جانبا، وبدلا من قتله أصبحوا اتباعه. ويقال أن المحاولة الثانية ألقى ديفاداتا صخرة أسفل التل. ولكن الصخرة انضربت وانشقت ولم تصب بوذا. في المحاولة الثالثة، يقال أن ديفاداتا قد أرسل لبوذا فيلا مخمورا.و فشلت أيضا هذه الحيلة.

### مهابارينيرفانا

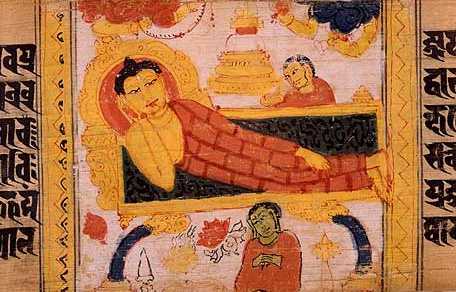
دخول بوذا في بارينيرفانا. مخطوطة السنسكريتية؛ نالاندا، بيهار، الهند؛ فترة بالا

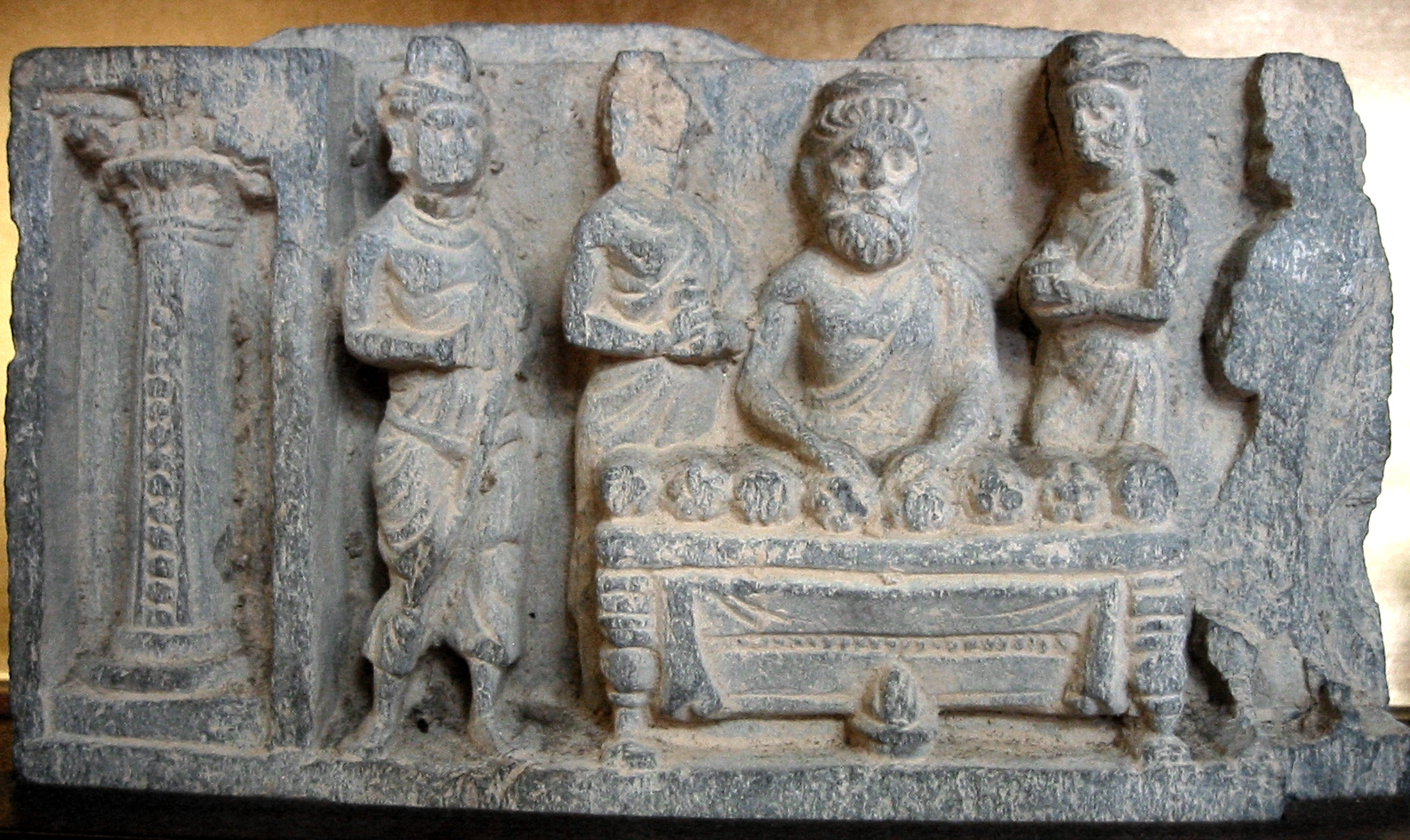
تبادل قطع اثرية من بوذا، متحف معبد زينيوميتسو، طوكيو

وفقا للمهابارينيرفانا سوتا (بالإنجليزية:Mahaparinibbana) سوتا من كانون بالي، في سن ال 80، أعلن بوذا بأنه سيتم قريبا التوصل ل بارينيرفانا (بالإنجليزية:Parinirvana)، أو الدولة الخالد النهائية، ويتخلى عن منصب جسمه الدنيوي.و بعد هذا سيأكل بوذا وجبته الأخيرة، والتي كان قد تلقاها قربانا من حداد يدعى كوندا. هبوط اعتلال مريض بعنف، تعليمات بوذا المصاحبة له أناندا لإقناع كوندا أن الوجبة تؤكل في مكانه وليس لها علاقة مع وفاته وأن له وجبة ستكون مصدرا من أعظم الجدارة حيث وفرت وجبة الماضي لبوذا. يجادل ميتانادو وفون هينبر أن بوذا توفي من ذبحة احتشاء مساريقي، من أعراض الشيخوخة، بدلا من التسمم الغذائي.
المحتويات الدقيقة في الوجبة الأخيرة بوذا ليست واضحة، ويرجع ذلك إلى البديل تقاليدهم الكتابية والغموض على ترجمة بعض المصطلحات الهامة؛ التقليد ثيرافادا يعتقد عموما أن بوذا عرض نوعا ما من لحم الخنزير، في حين يعتقد أن التقليد ماهايانا أن بوذا استهلك نوعا من فطر الكمأة أو غيرها. قد تعكس هذه الآراء التقليدية المختلفة على البوذية النباتية ومبادئ للرهبان والراهبات.

### مكان ولادته

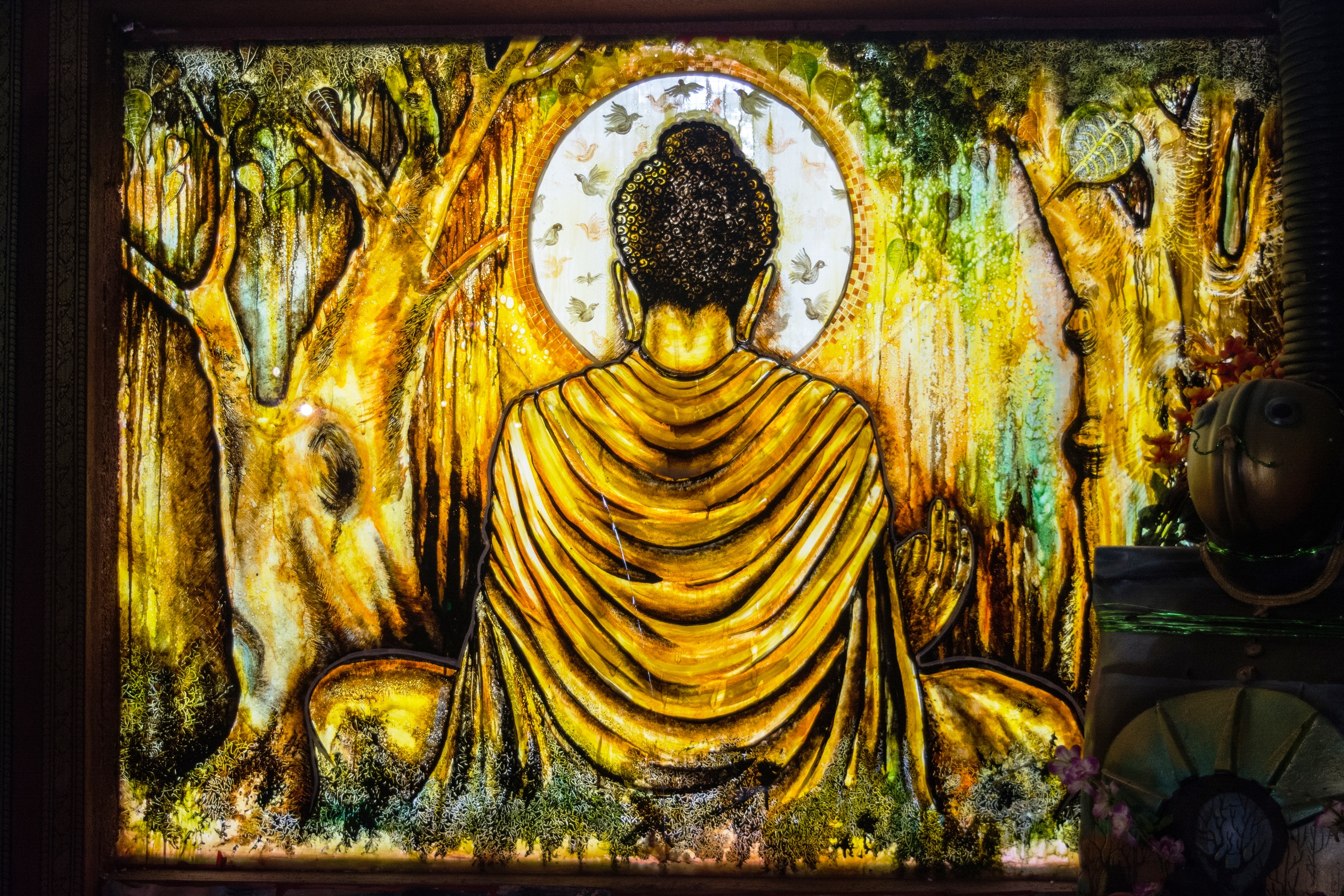
لوحة بوذا الفريدة في شجرة بانيان المذهلة.

في عام 1860 بدأت بعثة بريطانية البحث عن مكان ولادة بوذا، وفي عام 1890 عُثِر على نقوش قديمة ظهر أنها مخطوطة برهمية قديمة ومكتوبة بلغة عامية قديمة وهو المكان الذي ولد فيه بوذا وهذا ما أثبت أن بوذا شخصية حقيقية وليست اسطورة، حيث أطلق على المكان لومبيني وفيها عُثِر على مدينة قديمة ذكرت في النصوص القديمة باسم كابيلافاستو؛ وهي تبعد 10 - 15 كم غرب لومبيني وأن ذلك المكان هو الذي تربى فيه بوذا
ولأكثر من مئة عام ظل علماء الآثار في جدال، حيث اقترح إجراء بحث جديد بقيادة كونينجهام وفريقه، والذي أكتشف أن المدينة القديمة موجودة في نيبال في نفس موقع المدينة المسمى اليوم تيلاراكوت، ووجد في نفس المدينة قصر يتوسطها، وفي ذلك الوقت، أي قبل 2500 سنة كان شمال الهند منقسم إلى ممالك وجمهوريات

## الأخلاق
بعد سنوات من التجربة التي خاضها بوذا كانت النتيجة أن الآلام والأحزان التي يعاني منها كل شخص في الحياة سواء كان غني أو فقير سببها الآمال والرغبات التي تراوده دائما، وقد أقام فلسفته الأخلاقية على أربع حقائق وهي أن هذا العالم مليء بالألم وأن لهذا العالم المؤلم مصدر وسبب يجب كشفه كما أن معرفة سبب الألم تقودنا إلى الوسيلة التي من خلالها نقضي على الألم ومن أجل القضاء على الشهوات والملذات يجب أن يتبع الإنسان أسلوبا صحيحا، كما صاغ ثمانية مبادئ أهما القول الطيب والعمل الصالح بالإضافة إلى بذل الإحسان والجهد الصادق في الأعمال

### الخصائص الفيزيائية

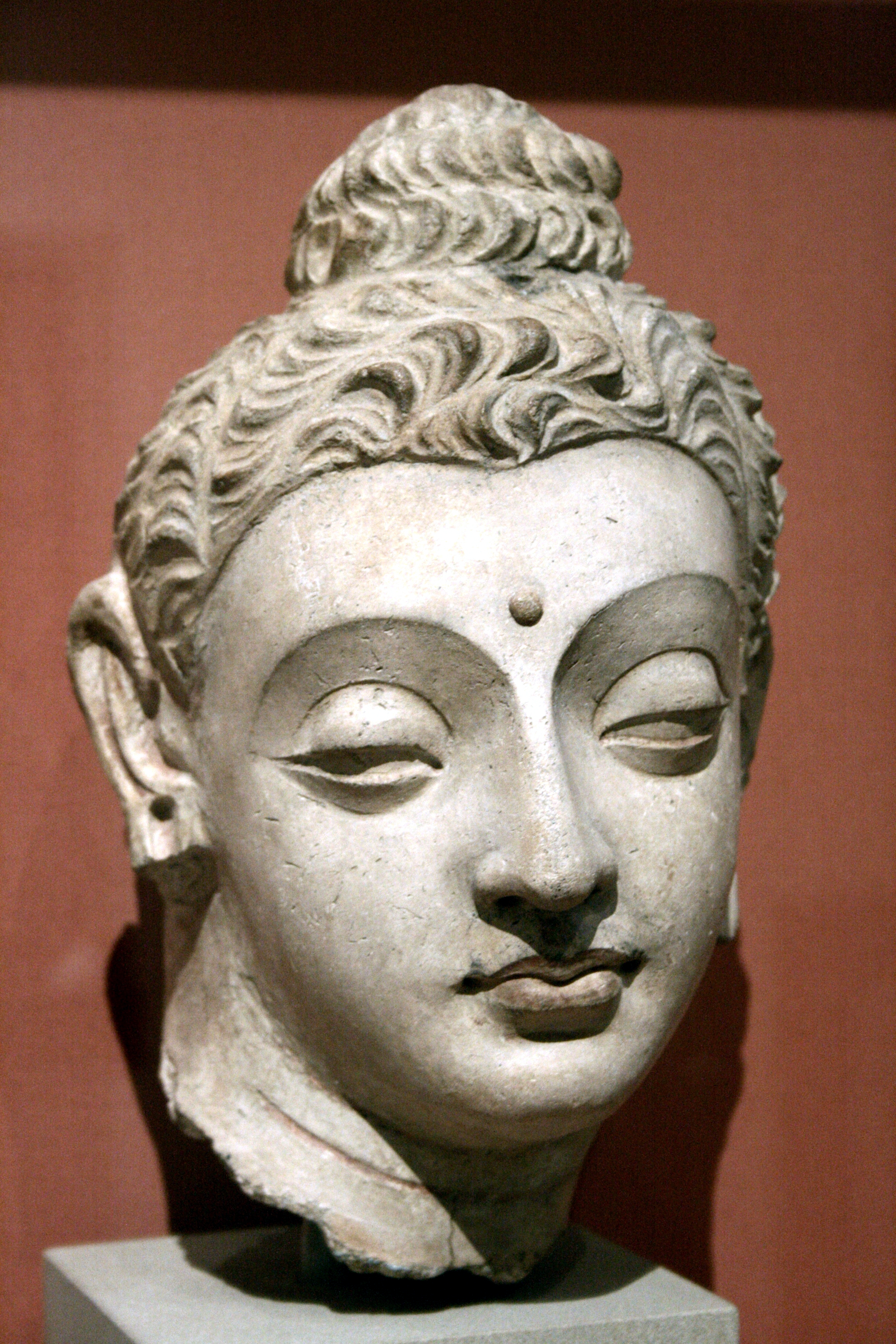
قطعة فنية تصور بوذا؛ متحف فيكتوريا وألبرت في لندن

وضع وصفا مادية واسع النطاق وملونة من بوذا إلى أسفل في الكتب المقدسة.من قبل الميلاد، قال انه تدرب عسكريا في تربيته، وتقليد الشاكيان مطلوبة لاجتياز اختبارات إثبات جدارته كمحارب من أجل الزواج. كان لديه جسم قوي بما يكفي ليكون قد لوحظ من قبل أحد ملوك وطلب منه الانضمام إلى جيشه كجنرال. ويعتقد أنه أيضا من قبل البوذيين أن يكون أحد «العلامات ال 32 للرجال العظماء».

### صفاته
يصور علماء الهند بوذا أنه كان شديد الضبط، قوي الروح، ماضي العزيمة، واسع الصدر، عزوفا عن الشهوة، بالغ التأثير، بريئا من الحقد، بعيدا عن العدوان، جامدا لا ينبعث فيه حب ولا كراهية، ولا تحركه العواطف ولا تهيجه النوازل، بليغ العبارة، فصيح اللسان، مؤثرا بالعاطفة والمنطق، له منزلة كبيرة في أعين الملوك، ومجالسه ملتقى العلماء والعظماء، كما رفض التعصب الديني والغضب والبطش 

## تعاليمه
لم يكن بوذا نبيا ولا صاحب دين، وإنما هو باحث فيلسوف مفكر، اعتنى بالناحية الأخلاقية والمبادئ السامية أكثر من عنايته بالناحية العقدية، كما سخر بوذا من فكرة الإله كما أن النفوس البشرية عند بوذا عرضة للتحول الدائم والتعرض المستمر للفناء، وآمن بوذا بعقيدة التناسخ لأنها نتيجة لمبدأ الكارما

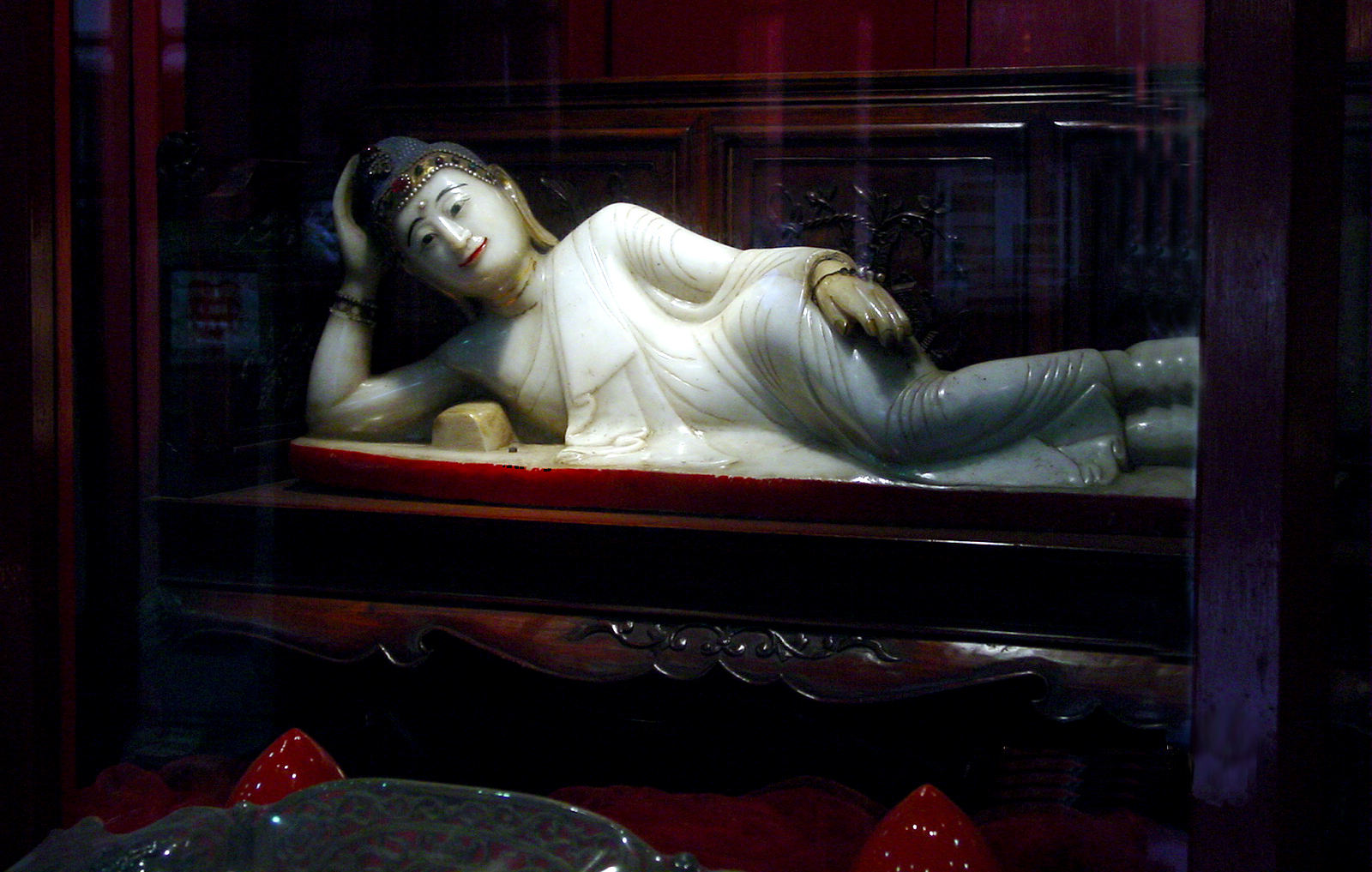
بوذا مستلق في معبد اليشم، شنغهاي

بعض العلماء يعتقدون أن بعض أجزاء من كانون بالي وعجما تحتوي على الجوهر الفعلي للتعاليم التاريخية لبوذا. بعض العلماء يعتقدون كانون البالية وعجما ما قبل تاريخ ماهايانا سوترا. هذه الأعمال الكتابية للبوذية في وقت مبكر تسبق أعمال زمنيا ماهايانا، وتعامل من قبل العديد من الباحثين الغربيين بوصفها المصدر الرئيسي ذات المصداقية للحصول على معلومات حول التعاليم التاريخية الفعلية من غوتاما بوذا. ومع ذلك، لا يعتقد بعض العلماء أن النصوص تقدم تقريرا عن الأحداث التاريخية [محل شك]
هاجيمي ناكامورا يكتب أنه لا يوجد شيء في النصوص البوذية التقليدية التي يمكن أن تنسب بوضوح إلى غوتاما كشخصية تاريخية.
في أول موعظة لبوذا أمام رفاقه القدماء تضمن حديثه عن اربعة حقائق نبيلة؛ وهي دوكها وسامودايا ونيروذا وماجا

### الحقائق النبيلة الأربع
أن المعاناة هي جزء متأصل من وجودها؛ أن أصل المعاناة هو الرغبة في الشهوانية، واكتساب الهوية، والإبادة؛ تلك المعاناة يمكن أن تنتهي، وأنه في أعقاب الطريق الثماني النبيل هو الوسيلة لتحقيق ذلك؛
الطريق النبيل ثماني: مشاهدة الحق، نية الحق، والكلام الصحيح، العمل الصحيح، العيش الصحيح، الجهد الصحيح، اليقظة الحق، وتركيز الحق؛
النشأة التابعة: العقل يخلق معاناة كمنتج طبيعي من عملية معقدة؛
رفض عصمة الكتاب المقدس المقبولة: يجب أن لا يتم قبول تعاليم ما لم يوضع لهما عبر تجربتنا التي اشاد بها الحكماء.
- الحقيقة الأولى النبيلة دوكها أو حقيقة الألم النبيلة حيث أن الحياة الإنسانية في أساسها معاناة متواصلة، منذ لحظات الولادة الأولى وحتى الممات وطبيعة الحياة ألمها واتراحها وأفراحها وعدم كمالها وعدم إرضائها وعدم دوامها وعدم جوهريتها من هذه الناحية؛ تقوم الوظيفة على فهم ذلك كواقع بشكل واضح وكامل[30][31][32]
- الحقيقة الثانية النبيلة سامودايا وتتحدث عن أصل دوكها وتتلخص بان الانسياق وراء الشهوات، والرغبة في تلبيتها هي أصل المعاناة، تولدت هذه الرغبة نتيجة عدة عوامل إلا أن الجهل هو أصلها جميعا، حيث أن الجهل بالطبيعة الحقيقة للأشياء ثم الانسياق وراء الملذات يولدان الجذور الثلاثة لطبيعة الشر، وهي: الشهوانية، الحقد والوهم، وتنشأ من هذه الأصول كل أنواع الرذائل والأفكار الخاطئة.[31][32][33]
- الحقيقة الثالثة النبيلة عن إيقاف دوكها: حيث أن الشهوة والجهل والتعلق بالأشياء المادية يمكن التغلب والقضاء عليهما، ويتحقق ذلك عن طريق كبح الشهوات ومن ثم القضاء الكلي عليها، وقد قال بوذا عن هذه الحقيقة «وإليكم أيها البهيكهو، الحقيقة النبيلة عن أنقطاع الدوكها،إنه الأنقطاع الكامل لهذا العطش، تركه، التخلي عنه، التخلص منه، الانفصال عنه» [31][32][34]
- الحقيقة الرابعة النبيلة هي الطريق الذي يؤدي إلى إيقاف دوكها، ويتألف الطريق من ثمان مراحل، ويسمى بالدرب الثماني النبيل، وتمتد على طول هذا الطريق ثمان فضائل: الفهم والفكر والكلام والسلوك والمعيشة والجهد والوعي والتركيز الصحيح، وقد قال بوذا عن هذه الحقيقة «إليكم أيها البهيكهو، الحقيقة النبيلة عن الصراط الذي يقود إلى انقطاع الدوكها. إنه الصراط الثماني النبيل الذي يعني الفهم الصحيح، والفكر الصحيح والكلام الصحيح والعمل الصحيح ووسيلة الحياة الصحيحة والمجهود الصحيح والأنتباه الصحيح والتركيز الصحيح.» [35]

ومع ذلك، في بعض مدارس ماهايانا، تأتي هذه النقاط لاعتبار فرعية أكثر أو أقل. هناك خلاف بين مختلف مدارس البوذية على جوانب أكثر تعقيدا من ما يعتقد بوذا أن تدرس، وأيضا على بعض القواعد التأديبية للرهبان.
ووفقا للتقاليد، أكد بوذا الأخلاق والفهم الصحيح. وشكك المفاهيم اليومية الألوهية والخلاص. ذكر أنه ليس هناك وسيط بين البشر والإلهية؛ تتعرض الآلهة بعيدة لكرامة أنفسهم في السماوات المتحللة، وبوذا ليس سوى دليل ومعلم للبشر الذين يجب عليهم أن يتعاملوا مع مسار السكينة (بالباليه: Nibbāna) بأنفسهم لتحقيق الصحوة الروحية وفهم الواقع.
النظام البوذي من البصيرة وممارسة التأمل لا يدعي انه قد كشف الهيا، ولكن أن ينطلق من فهم الطبيعة الحقيقية للعقل، والتي يجب أن يتم اكتشافها من قبل وطئ مسار الاسترشاد لتعاليم بوذا.

## وفاته
مات بوذا سنة 483 ق م. وذلك بعد مرض قصير، وبعد موته تكونت الأساطير العديدة حول تمجيد بوذا الذي تحول تدريجيا إلى كائن علوي، وتكونت تعاليم تشرح العلاقة بين بوذا التاريخي وبوذا الممجد، يتحدث عن ثلاثة أجسام لبوذا، جسم التحول وهو انعكاس الجسد الحقيقي أو ظله، وجسم التنعم الذي فيه تتجلى ثمرة أعماله الصالحة، وجسم الشريعة الذي هو طبيعة بوذا الكاملة. ونتج من هذا التعليم أن بوذا التاريخي امحى شيئا فشيئا ليقترب من المطلق ويتماهى وإياه.

## بوذا في الديانات الأخرى

### المسيحية
بعد الاتصالات الأولية بين المبشرين المسيحيين والبوذية في القرن الثالث عشر، بدأت مناقشات حول أوجه الشبه والاختلاف من وجود علاقة محتملة بين البوذية والمسيحية وشهد القرن العشرين فهم أفضل للقضايا والمفاهيم، وقد رفضت غالبية الدراسات الحديثة بشدة أي أساس تاريخي لانتقال يسوع إلى الهند أو التبت أو التأثيرات بين تعاليم المسيحية والبوذية

### الهندوسية

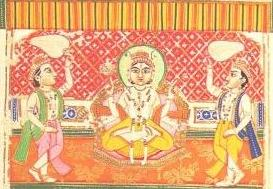
بوذا كما تسجده فيشنو

يُنظر إلى بوذا في الهندوسية على أنه الصورة الرمزية لفيشنو، كما أن العديد من النصوص الهندوسية تنظر لبوذا بوصفه يجسد الآلهة من فيشنو

### الإسلام
يدعي البعض أن النبي ذي الكفل، أي المنتسب إلى كفل والمذكور مرتين في القرآن (3)
يشير إلى غوتاما بوذا، في حين أن جمهور العلماء يرون ذي الكفل هو النبي حزقيال، ويوضح الأستاذ عبد القادر في كتابه أن (كفل) تعريب لكلمة (كابيلا) المختصر عن كابيلاواستو. كما يقترح أيضا الأستاذ حامد عبد القادر أن شجرة التين المذكورة في سورة التين، من الآيات من الأولى للخامسة أيضاً إشارة إلى بوذا؛ لأن بوذا حقق الأستنارة تحت شجر التين ويضيف في كتابه إن البيروني، مؤرخ الهند المسلم في القرن الحادي عشر، ذكر بوذا من الأنبياء، ولكن يرفض الآخرون هذه الشهادة، ويقولون أن البيروني كان يصف حال الناس في الهند الذين كانوا يعتبرون بوذا نبياً.

### البهائية
يصنف بوذا في المعتقد البهائي، باعتباره واحداً من مظاهر الله وهو لقب للنبي لديهم

### الجماعة الأحمدية
يقول الميرزا طاهر أحمد الخليفة الرابع لمؤسس الجماعة الاحمدية في كتابه الوحي والعقلانية أن بوذا كان رسولاً من عند الله ويبشر بالتوحيد ويقتبس ذلك من النقوش الموجودة على الأبراج البوذية في أشوكا، وفي سؤال أجاب عليه هاني طاهر وهو أحد كبار الجماعة عن نبوة بوذا «إن جماعتنا الإسلامية الأحمدية تؤمن أن بوذا كان نبياً، حيث يظهر ذلك من خلال الإطلاع على التعاليم التي جاء بها، وأحواله التي تشبه أحوال أنبياء الله كثيراً، رغم أن أخطاء فادحة قد تسربت إليها مع الزمن، فابتعد أهلها عن الروحانية، ولم يتبقَ سوى التقاليد والطقوس التي لا تنهى عن فحشاء ومنكر ولا ترفع من مستوى الأخلاق ولا تقرب من الله» كما ذكر الميرزا طاهراحمد في أحد كتبه أن ذو الكفل المذكور في القرآن ربما يكون بوذا

## تماثيل بوذا

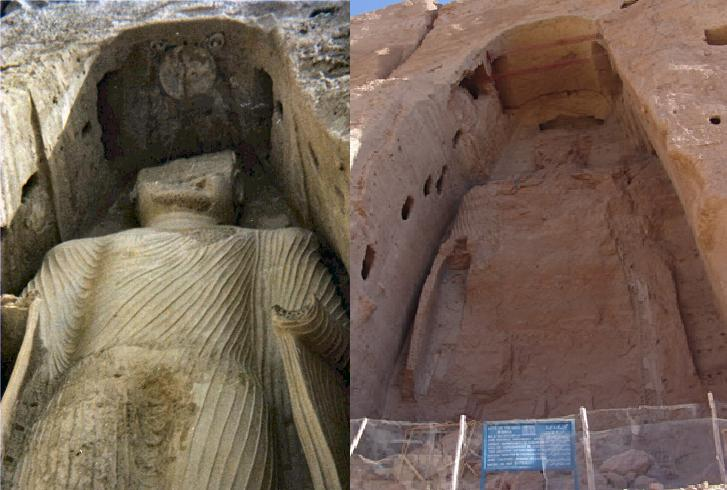
التمثال في باميان قبل التدمير وبعد

تمثال لبوذا.

- تمثال لبوذا.تماثيل بوذا في باميان حيث يوجد تمثالان أثريان منحوتان على منحدرات وادي باميان في منطقة هزاراجات أو هزاراستان في وسط أفغانستان، ويعود تاريخ بنائها إلى القرن السادس قبل الميلاد وقد قامت عناصر طالبان بتدمير التمثالين باستخدام الديناميت في شهر مارس 2001 ويعتبر الموقع أحد مواقع اليونسكو للتراث العالمي منذ عام 2003م.[46][47]
- تمثال بوذا في في شمال وسط سريلانكا وهو يرتفع 12 متر وهو يصور بوذا في حالة المودرا وقد صنع من صخرة كبيرة من الجرانيت خلال القرن الخامس[48]
- تمثال معبد الربيع لبوذا وهو الأطول في العالم[49] يقع شرق الصين ويصل ارتفاع التمثال إلى 153 متر بلغت تكلفة بنائه حوالي 38.5 مليون دولار أمريكي ويزن 30 ألف كجم ويقع قبالة معبد ياننينج أحد أكبر المعابد الأربعة الكبرى للبوذية على مستوى العالم ويعود تاريخه إلى عهد أسرة تانج المزدهرة عام 1350 وكان قد تم تدميره وأعيد بناؤه خمس مرات طوال هذه الفترة.[50]
- تمثال ليشان بوذا العملاق يقع في مدينة ليشان في الصين، وقد بني هذا التمثال أثناء فترة حكم سلالة تانغ (618-907)م. ويعد التمثال أكبر تمثال لبوذا منحوت في الصخر في العالم، وقد أدرجت المنطقة الواقعة فيها التمثال العملاق كموقع للتراث العالمي منذ عام 1990 بواسطة اليونيسكو، والتمثال لم يتضرر من الزلزال الذي ضرب الصين عام 2008.[51]

## أقواله[52]

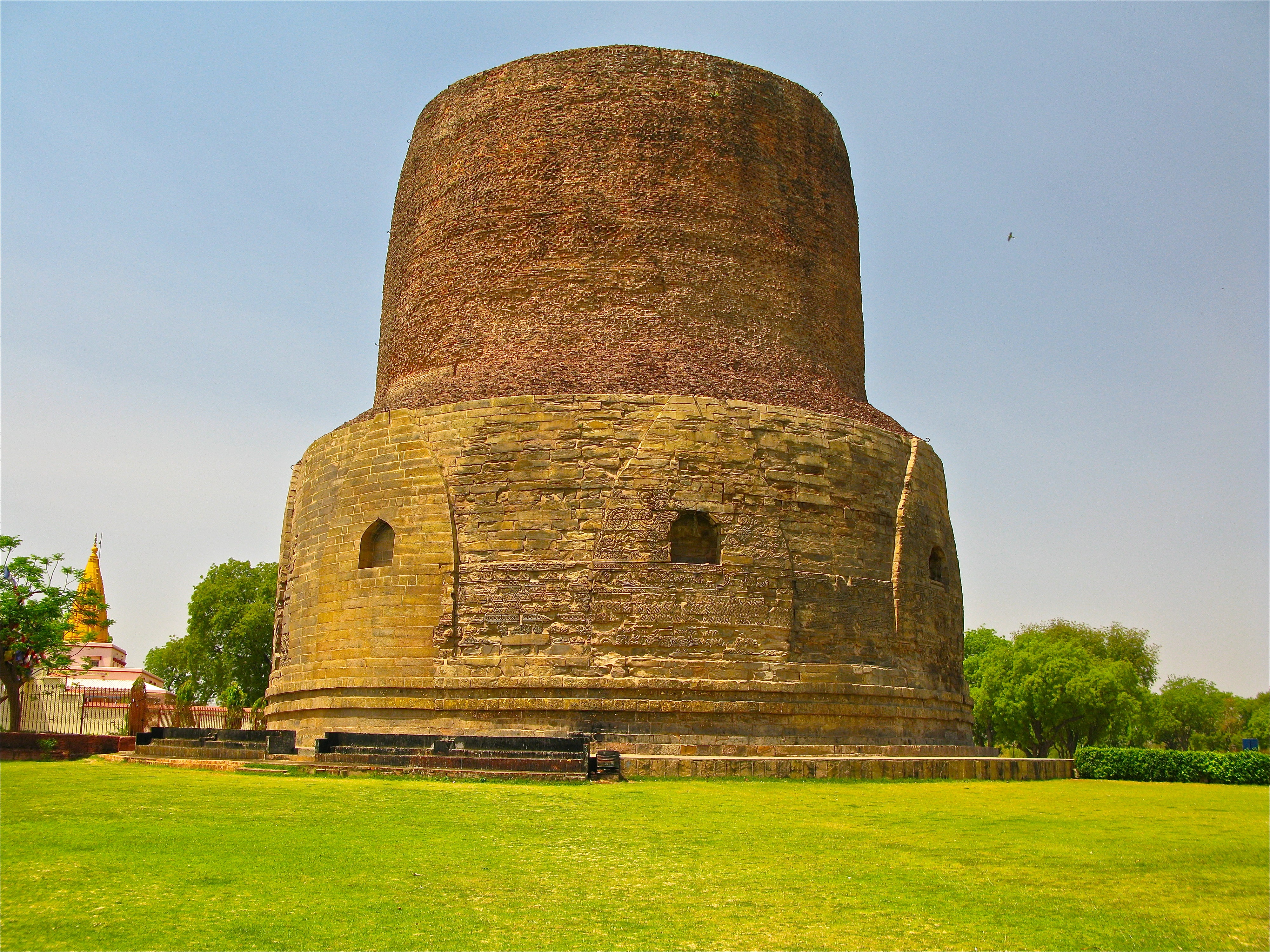
ستوبا حيث يعتقد أن بوذا ألقى خطبته الأولى التي تضمنت الحقائق النبيلة الأربع

- ما زال العالم مقيداً لأنه لم يتخلّ عن كلمة أنا.[53][54]
- يأتي السلام من الداخل، فلا تبحث عنه في الخارج.
- لن تعاقب بسبب غضبك، بل غضبك هو العقاب.
- لا يعتبر الكلب كلبا جيدا لأنه يجيد النباح، وكذلك الإنسان لا يعتبر إنسانا جيدا لأنه يجيد الكلام.
- إن عاش المرء بحكمة فلن يخشى الموت.
- يجب أن يوجد الشر حتى يثبت الخير طهارته.
- عليكم أن تبحثوا عن الحقيقة لا أن تعبدوا أولئك الذين أكتشفوها.[55]
- الحاضر هو ثمرة أفكار الماضي.[55]
- إن كان هناك ما يستحق أن يفعل .. فلتفعله من كل قلبك.[55]

## بوذا في الفنون والإعلام
- كتاب ضوء آسيا، تأليف آرنولد أدوين عام 1879.[56]
- تناولت أفلام عديدة حياة بوذا، ففي عام 1923 كان أول فلم وهو الرب بوذا (بالإنجليزية: Lord Buddha).

### قائمة الأفلام عن بوذا
| تاريخ | العنوان                   | الاسم الأصلي      | الدولة                     | ملاحظات                                                     | IMDB |
| ----- | ------------------------- | ----------------- | -------------------------- | ----------------------------------------------------------- | ---- |
| 1923  | فيلم الرب بوذا            | Buddhadev         | الهند                      | فيلم صامت                                                   |      |
| 1925  | ضوء آسيا                  | Prem Sanyas       | الهند/ ألمانيا             | فيلم صامت                                                   |      |
| 1952  | اخلاص بوذا العظيم         | 大仏開眼          | اليابان                    | فيلم من إنتاج تينسوك كينجوسا                                |      |
| 1957  | غوتاما بودا               |                   | الهند                      | وثائقي من إنتاج روي بيمال.                                  |      |
| 1960  | Angulimal                 |                   | الهند                      |                                                             |      |
| 1961  | بوذا                      | Shaka             | اليابان                    | الفيلم من إنتاج كينجي ميسومي                                |      |
| 1964  | شاكياموني بوذا            | Seokgamoni        | كوريا الجنوبية             |                                                             |      |
| 1967  | غوتاما بوذا               |                   | الهند                      | وثائقي من إنتاج بيمال روي                                   |      |
| 1989  | بوذا                      |                   | الهند                      | وثائقي قصير                                                 |      |
| 1993  | Little Buddha             |                   | إيطاليا، فرنسا، ليختنشتاين | الفيلم من إنتاج برناردو برتولوتشي                           |      |
| 1997  | بوذا                      |                   | الهند                      |                                                             |      |
| 2001  | حياة بوذا                 | La Vie de Bouddha | الهند وفرنسا               | وثائقي من إنتاج مارتن ميسونير                               |      |
| 2004  | أسطورة بوذا               |                   | الهند                      | فيلم ثنائي الابعاد                                          |      |
| 2007  | حياة بوذا                 | Phra Phuttajao    | تايلند                     | فيلم ثناني الابعاد                                          |      |
| 2008  | Tathagata Buddha          |                   | الهند                      | تم إنتاج الفيلم على دي في دي                                |      |
| 2011  | بوذا                      |                   | فرنسا                      |                                                             |      |
| 2011  | بوذا                      | ブッダ            | اليابان                    | فيلم أنيمي يستند إلى سلسلة مانغامن بوذا إنتاج أوسامو تيزوكا |      |
| 2014  | Buddha: The Inner Warrior |                   | الهند                      | من اخراج الهندي بان نالين                                   |      |

## حواشٍ
- 1 يقول أحمد شلبيأن البوذية فلسفة وليست دينا، «فإن بوذا لم يكن صاحب دين، فقد رأيناه لا يتكلم عن الله، بل ربما سخر ممن تكلموا عنه، غير أن أتباع بوذا بعده رفعوه إلى درجة الآلهة، وقبلوا كلامه على أنه حقائق لا يتطرق إليها شك، وهم بهذا يرفعون فلسفة بوذا إلى مستوى الدين، ويرون أنه لم يتكلم عن الله؛ لأنه هو الله، فالبوذية بناء على رأي بوذا فلسفة» كتاب أديان الهند الكبرى، ص 175.
- 2 بودا بالدال هو اللفظ الصواب، فلفظة बुद्ध السنسكريتية تلفظ [ˈbʊd:ʱə] (بده، بدھ بالأردوية وبودا بالفارسية)، وخطها بالذال خطأ سببه الوهم في نسخ لفظ Buddha المكتوب بالخط الرومي، فحرفا dh مجتمعين يمثلان صوت الذال [ð] في أنظمة رومنة العربية غير أنهما يمثلان صوت الدال السندية [d̪ʱ] في أنظمة رومنة السنسكريتية مثل نظام النسخ الهنتري والأبجدية الدولية للنقحرة السنسكريتية. هذا الصوت يمثل في اللغة السندية بحرف دال بنقطين (ڌ — نحو سنڌي Sindhi) أما التاء السندية [t̪ʰ] فتمثل بتاء بأربع نقط (ٿ — نحو پوٿو potho ج. پوٿا potha وعربت فوطة ج. فوط على وزن بودة وهو تعريب قياسي أقرب للفظ الأصلي لكلمة بوذا).
- 3 سورة الأنبياء الآية 85، وسورة ص الآية 84

## وصلات خارجية
- غوتاما بودا على موقع الموسوعة البريطانية (الإنجليزية)
- غوتاما بودا على موقع إن إن دي بي (الإنجليزية)

- وصف مقتضب لحياة بوذا (en)
- وثائقي حياة بوذا، بي بي سي مترجم عربي على يوتيوب
- البوذية على الويب (en)
- What Was The Buddha Like? نسخة محفوظة 19 أغسطس 2022 على موقع واي باك مشين. by Ven S. Dhammika